# Los olvidados (película)
Los olvidados es una película de crimen adolescente mexicana de 1950, dirigida y escrita por Luis Buñuel. Por su trabajo en el filme, este último obtuvo el premio al mejor director en el Festival de Cannes.
En 2003, fue nombrada Memoria del Mundo por la Unesco. Los olvidados cuenta una historia trágica y realista sobre la vida marginal de la Ciudad de México

## Argumento
Tras un prólogo inmerso en imágenes de Nueva York, París y Londres se advierte de la universalidad de la tragedia que va a producirse. La cámara localiza enclaves reconocibles de la Ciudad de México. En uno de sus barrios marginales, Jaibo (Roberto Cobo) es un adolescente que escapa de un correccional para reunirse con Pedro (Alfonso Mejía). Como líder de una pandilla, Jaibo intenta vengarse de los desmanes de un ciego intentando robarlo. Finalmente lo logra y además lo maltrata en un descampado.
Cuando Pedro llega a su casa, al anochecer, su madre se niega a darle de comer, argumentando la vida de vagancia y malas compañías de Pedro, éste se va de la casa, encontrando y haciendo amistad con un niño foráneo oriundo de Los Reyes junto con su padre, este último lo abandona ese mismo día. En ese momento se encuentra también con Julián, quien busca a su padre alcohólico. Al despedirse de Julián, Pedro consigue algo de comida con un poco de dinero que tenía el niño abandonado, ahora apodado "Ojitos". Ambos comparten la raquítica cena.

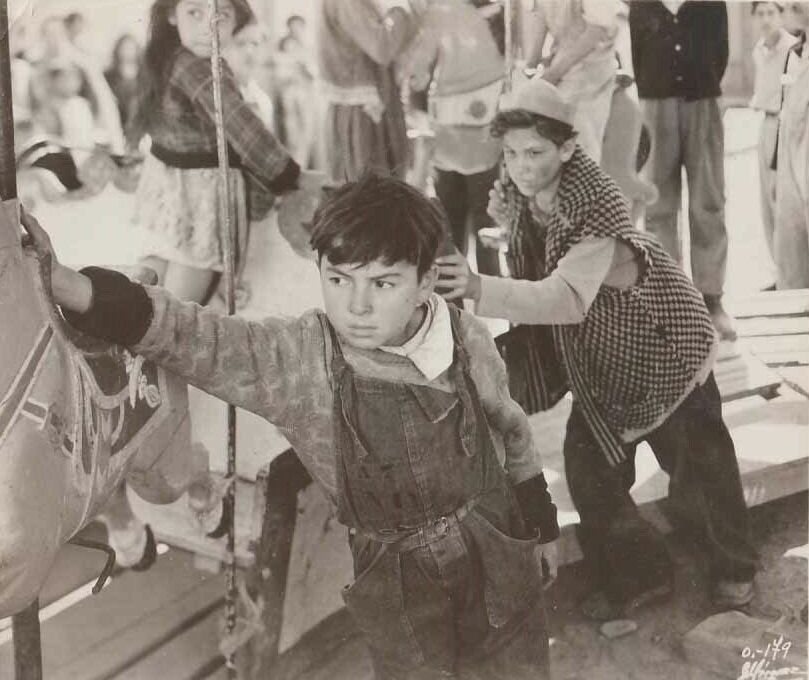
Alfonso Mejía como Pedro (derecha, atrás) en una fotografía publicitaria para la película.

La acción siguiente ocurre en la casa de Cacarizo, otro joven de la pandilla, donde su hermana Meche, accidentalmente, encuentra escondido en el corral a Jaibo quien se le insinúa, listo para pasar la noche entre los animales; al mismo tiempo Pedro pide permiso a Cacarizo para pasar la noche él y Ojitos también en el corral. Dentro del corral los tres, Jaibo, Pedro y Ojitos, toman leche de los animales.
A la mañana siguiente Jaibo interroga a Pedro acerca del paradero de Julián. Al encontrarlo, y a base de engaños, lo atraen hacia un baldío donde Jaibo le recrimina haberlo delatado. Al subir de tono la discusión, debido a que Julián niega el hecho, Jaibo golpea en la cabeza a Julián con una piedra quien se desmaya y muere después de recibir varios golpes. Jaibo y Pedro escapan.
Ojitos entra como lazarillo al servicio del ciego, que ejerce de curandero en casa de la madre de Cacarizo y Meche.
Posteriormente la pandilla asalta a un tullido callejero y, mientras se reparten el botín, un niño se acerca con ellos con la noticia de que Julián fue encontrado muerto, la pandilla se dirige a ver el cuerpo, pero Jaibo se queda atrás amenazando a Pedro, argumentando que es cómplice del asesinato al haberlo ayudado a localizar a Julián y haber aceptado parte del dinero que le quitaron al dejarlo en el descampado. Este retraso levanta las sospechas de Cacarizo, quien los nota nerviosos y esquivos.
Más tarde, durante la noche, Pedro regresa a casa y tiene un sueño perturbador en dónde su madre le ofrece de cenar unas vísceras a éste, vísceras que Jaibo le arrebata saliendo por debajo de la cama donde yace el cadáver de Julián, mientras Pedro le promete a su madre enmendar su vida por medio del trabajo y la obediencia.
A la mañana siguiente Meche ordeña la burra del corral, y Ojitos le indica los beneficios que tiene la leche de burra en la piel de las personas. Ojitos se retira y Meche procede a aplicar la leche en sus piernas con lo que Jaibo, que estaba escondido en el corral, sorprende a Meche, intentando aprovecharse de ella. Ojitos intenta defender a Meche aunque es golpeado por Jaibo; sin embargo esta acción le concede el favor de Meche.
Posteriormente Cacarizo increpa a Jaibo, haciéndole ver que él sabe que mató a Julián pero no lo delatará porque son amigos. Durante esta discusión Jaibo es descubierto por el abuelo de Cacarizo, quien lo corre de la casa.
La policía comienza a indagar el asesinato de Julián, interrogando gente cercana a él, por lo que Jaibo visita a Pedro a la cuchillería donde trabaja como aprendiz para ponerlo sobre aviso, robando a la par un cuchillo. Posteriormente Jaibo visita la casa de Pedro donde se encuentra con la madre de éste, Jaibo no oculta su turbación al verla lavándose los pies, y se percibe la tensión sexual entre éste y la madre viuda de Pedro.
El padre de Julián recorre desconsolado las calles, encontrando a Pedro y preguntando por su asesino. Mientras tanto Pedro intenta recobrar la estima de su madre trabajando en la cuchillería pero sus buenas intenciones son frustradas por el robo del cuchillo por parte de Jaibo, siendo acusado Pedro, quien es arrestado por ello y enviado a una granja escuela.
El director de la institución, confiando en el chico, le da cincuenta pesos y le manda a un recado, pero Jaibo le roba el dinero. Pedro entonces le denuncia como asesino de Julián, y Jaibo se venga matándolo en el gallinero de la casa de Meche. Esta y su abuelo, por temor a ser acusados por el asesinato, deciden llevarse el cadáver. Entretanto, Jaibo es abatido por disparos de la policía y su agonía se ve sobreimpresionada por un perro que avanza y la madre de Pedro diciendo «buenas noches» dirigiendo una mirada a Meche y su abuelo, que llevan el cadáver de su hijo en un saco, a lomos de una burra para luego arrojarlo a un muladar.

### Final alternativo
Oscar Dancigers, obligó a Luis Buñuel a rodar un segundo final donde Pedro mataba a El Jaibo y volvía a la escuela correccional. Por lo visto, este final feliz se rodó con la razón de sustituir al verdadero en caso de que no gustase al público del todo.

## Reparto

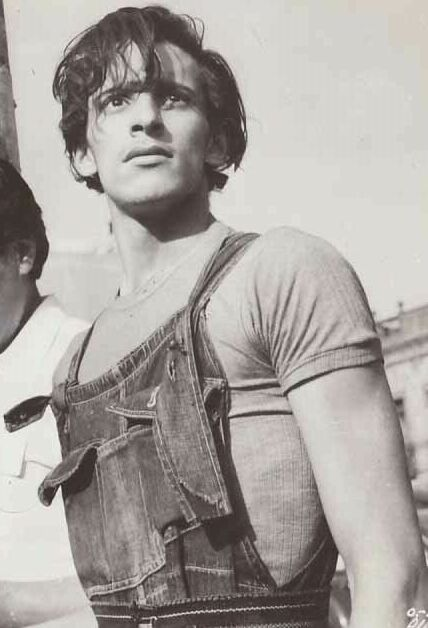
Roberto Cobo como el Jaibo en una foto publicitaria para la película.

- Stella Inda como la madre de Pedro
- Miguel Inclán como don Carmelo, el ciego
- Alfonso Mejía como Pedro
- Roberto Cobo como el Jaibo
- Alma Delia Fuentes como Meche
- Francisco Jambrina como director de la escuela
- Jesús Navarro como el padre de Julián
- Efraín Arauz como Cacarizo
- Jorge Pérez como Pelón
- Javier Amézcua como Julián
- Mario Ramírez Herrera como Ojitos

Sin acreditar
- Ernesto Alonso como narrador al comienzo de la película
- Victorio Blanco como viejo del mercado
- Rubén Campos como un asilado
- Daniel Corona como un golfo
- Enedina Díaz de León como tortillera
- Antulio Jiménez Pons como chicharronero
- José López como un asilado
- Héctor López Portillo como juez
- José Loza como un asilado
- Antonio Martínez como chamaquito
- Ramón Martínez como Nacho, hermano de Pedro
- Ángel Merino como Carlos, subdirector de la escuela
- José Moreno Fuentes como policía
- Pancho Muller como Mendoza
- Roberto Navarrete como un golfo
- Diana Ochoa como la madre del Cacarizo
- Salvador Quiroz como el dueño de la herrería
- Charles Rooner como pederasta elegante
- Ramón Sánchez como vendedor de tortas
- Juan Villegas como el abuelo del Cacarizo

## Controversia sobre posible plagio
La periodista Verónica Calderón, en un artículo publicado el 14 de agosto de 2010 en el diario español El País, publicó declaraciones de Morelia Guerrero, hija del periodista y escritor mexicano Jesús R. Guerrero (Numarán, Michoacán, 1911–1979), en las que Morelia señala que el guion y la película están basados en una novela escrita por su padre, titulada Los olvidados, publicada en 1944, con prólogo del escritor mexicano José Revueltas. El Instituto Politécnico Nacional (IPN) de México publicó, en diciembre de 2009, una segunda edición de la novela de Jesús R. Guerrero. No obstante, se han hecho estudios comparativos entre la película y la novela, y no se ha encontrado rastro de ningún plagio por parte de Buñuel.

## Legado
Los olvidados, junto a Metrópolis de Fritz Lang, toda la cinematografía de los hermanos Lumière y El Mago de Oz, de Victor Fleming, son las únicas piezas del séptimo arte que han recibido la consideración de Memoria del Mundo.
Este filme ocupa el puesto N.º 2 en la lista de las 100 mejores películas del cine mexicano, según la opinión de 25 críticos y especialistas del cine en México, publicada por la revista Somos en julio de 1994.

## Premios
| Publicación   | País | Premio                                                                           | Año  | Puesto |
| ------------- | ---- | -------------------------------------------------------------------------------- | ---- | ------ |
| Somos         | MEX  | Las 100 mejores películas del cine mexicano                                      | 1994 | 2      |
| Empire        | EUA  | Las 500 mejores películas de la historia                                         | 2012 | 121    |
| Village Voice | EUA  | Las 100 mejores películas de la historia                                         | 2011 | 69     |
| IMDb          | EUA  | Las 50 mejores películas mexicanas de la historia                                | 2012 | 1      |
| Sight & Sound | RU   | Las 100 mejores películas de la historia (Encuesta de directores, actualización) | 2012 | 75     |
| Sector Cine   | MEX  | Las 100 mejores películas mexicanas de la historia (actualización)               | 2020 | 1      |

Premio Ariel
| Año  | Categoría                  | Receptor                    | Resultado |
| ---- | -------------------------- | --------------------------- | --------- |
| 1950 | Mejor película             | Óscar Dancigers             | Ganador   |
| 1950 | Mejor dirección            | Luis Buñuel                 | Ganador   |
| 1950 | Mejor coactuación femenina | Stella Inda                 | Ganadora  |
| 1950 | Mejor actuación infantil   | Alfonso Mejía               | Ganador   |
| 1950 | Mejor actuación juvenil    | Roberto Cobo                | Ganador   |
| 1950 | Mejor fotografía           | Gabriel Figueroa            | Ganador   |
| 1950 | Mejor guion adaptado       | Luis Alcoriza y Luis Buñuel | Ganadores |
| 1950 | Mejor argumento original   | Luis Alcoriza y Luis Buñuel | Ganadores |
| 1950 | Mejor edición              | Carlos Savage               | Ganador   |
| 1950 | Mejor escenografía         | Edward Fitzgerald           | Ganador   |
| 1950 | Mejor sonido               | José B. Carles              | Ganador   |

Festival de Cannes
| Año  | Categoría       | Recepetor   | Resultado |
| ---- | --------------- | ----------- | --------- |
| 1951 | Mejor dirección | Luis Buñuel | Ganador   |

Festival de Cine Iberoamericano de Huelva
Premio a los 10 mejores filmes latinoamericanos, 1981.